# 食分喜欢你
《食分喜欢你》（英語：Meet in Gourmet Food），2019年中国偶像剧。由陈博豪、屠芷莹领衔主演，芒果TV于2019年8月15日首播。

## 播出时间
| 频道   | 所在地 | 播出日期      | 播出时间        | 备注 |
| ------ | ------ | ------------- | --------------- | ---- |
| 芒果TV | 中国   | 2019年8月15日 | 每周四、五22:00 |      |

## 演员列表

### 主要演员
| 演員   | 角色   | 介紹 |
| 陈博豪 | 季时   | 高冷傲娇反差萌的天赋型厨师，外表帅气俊朗，高冷傲娇，实则内心有许多小剧场，具有反差萌。天赋型厨师，深谙美食之道，后慢慢养成高超的厨艺技巧。自小与哥哥感情深厚，对感情不善开口，内心却十分专情。 |
| 屠芷莹 | 苏小兮 | 活泼可爱，为人友善的大学生，热衷于品尝和寻找美食，喜欢猫猫狗狗的小动物。她拥有独特灵敏的味觉，一心希望成为美食博主，吃遍全天下最棒的美食并展示给所有人，并为此坚持不懈。                       |

### 其他演员
| 演員   | 角色   | 介紹 |
| 晏紫东 | 左一   | 重义气、脾气耿直、略带鲁撞的后厨，直男届代表，和季初有深厚的创业情谊，在爱情上对唐芯一心一意。由于说话耿直，态度强硬，与季时常常发生摩擦。但为人忠厚踏实，具有男友力，是“忠犬型”好男人。 |
| 张奕   | 唐芯   | 外表情致的准御姐，叛逆的富小姐，高跟鞋控，独立早有主见。为人热情、善良，经常帮助女主和后厨的大家解决各种各样的困惑。由于家庭环境对男人不信任，但最终被左一的坚持打动。                   |
| 王新乔 | 小方   | 时尚帅气诙谐幽默的后厨帮手，常常“语出惊人”，是个“开心果”，对漂亮的女生更是殷勤不断。略微跳脱，执行能力强，对苏小兮有着真心的喜欢和支持，给予她后期技术支持。                             |
| 叶天   | 钟旻   | 后厨帮手，典型的老实人，佛系“ok哥”，对每个人都是和和气气，所有问题都是ok的。背后有着不为人知的过往，往往能出口点醒男女主，而后又回归佛系，依然是个不善言辞的老实人。                     |
| 韩姝妹 | 韩主编 | |